# 克里斯赫纳普尔
克里斯赫纳普尔（Krishnapur），是印度西孟加拉邦Hugli县的一个城镇。总人口6676（2001年）。

## 人口
该地2001年总人口6676人，其中男性3365人，女性3311人；0—6岁人口800人，其中男403人，女397人；识字率69.10%，其中男性为73.46%，女性为64.66%。